# Línea M-A / M-B (Montevideo)
Las líneas museos A y B son líneas especiales de ómnibus de Montevideo, los cuales operan únicamente durante la celebración del evento cultural Museos en la Noche, recorre mediante dos circuitos diferentes, distintos museos y puntos de la ciudad.
Es operada por tres empresas de transporte de Montevideo y la modalidad de viaje es mediante una tarifa común, la cual permite que con un único boleto el usuario pueda descender y ascender las veces que desee. Esta línea es habilitada únicamente durante la celebración de Museos en la Noche.

## Recorrido
| Línea | Recorrido                                                      |
| ----- | -------------------------------------------------------------- |
| M-A   | Plaza Independencia - Museo Zoológico Dámaso Antonio Larrañaga |
| M-B   | Plaza Independencia - Prado                                    |

## Paradas

### Línea M-A
- 1) Palacio Municipal y Museo de

Historia del Arte

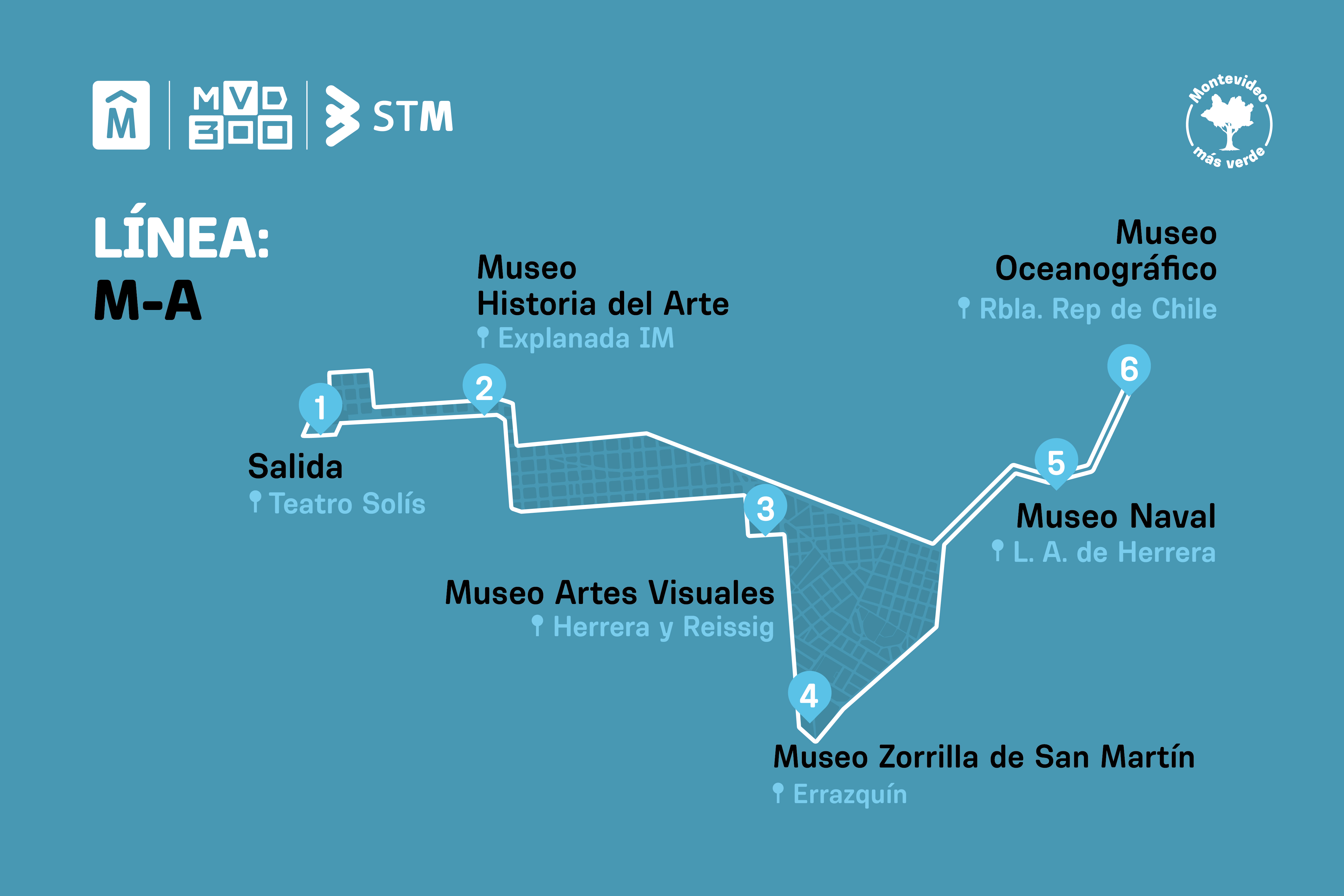

- 2) Museo Nacional de Artes Visuales
- 3) Casa Vilamajó
- 4) Museo Zorrilla
- 5) Museo Naval
- 6) Museo Zoológico Dámaso Antonio Larrañaga

### Línea M-B

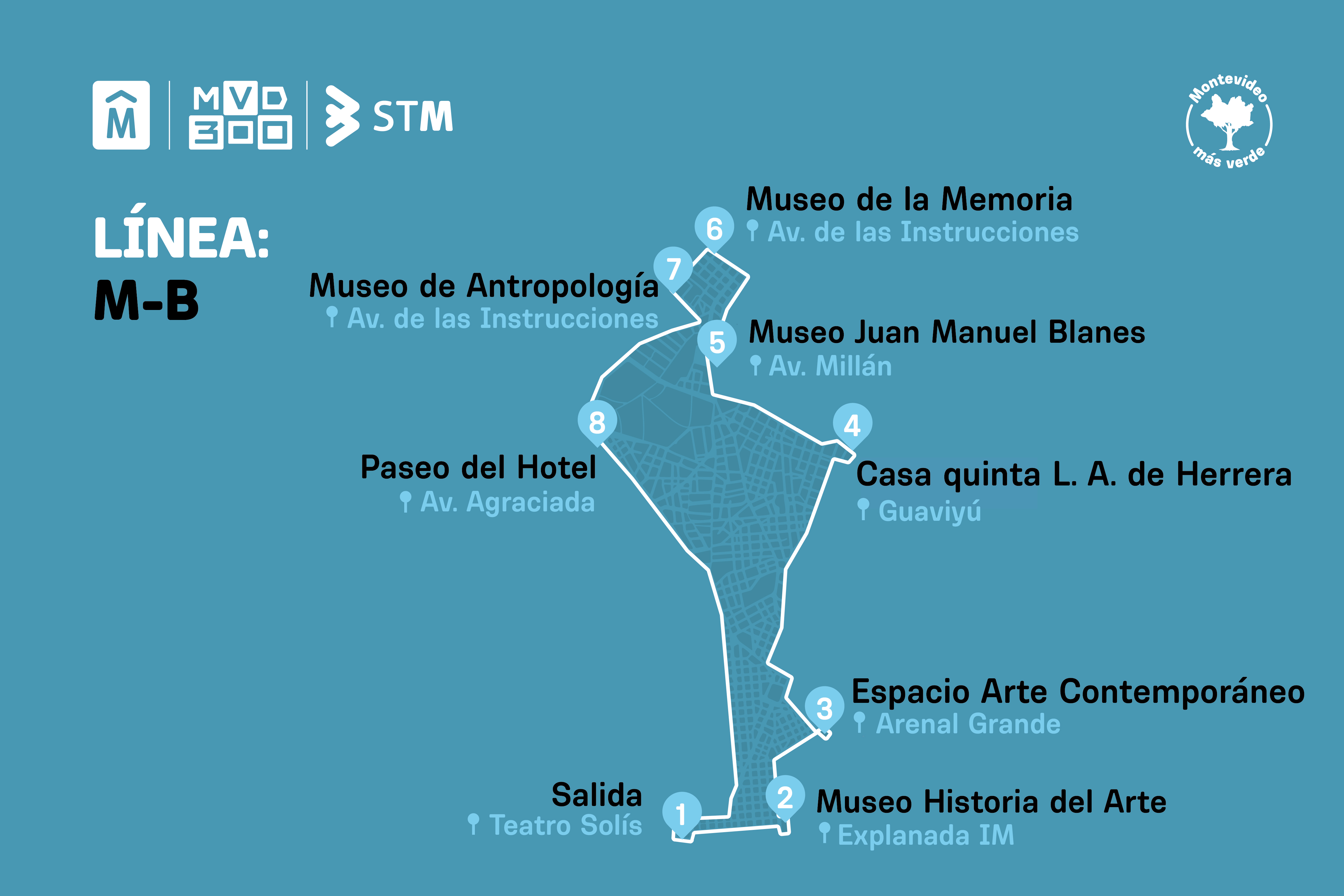

- 1) Palacio Municipal / Museo de Historia del Arte
- 2) Espacio de Arte Contemporáneo - Museo Nacional de Historia Natural
- 3) Museo Histórico Nacional - Quinta de Herrera
- 4) Museo de Bellas Artes Juan Manuel Blanes
- 5) Museo de la Memoria - Quinta de Santos
- 6) Museo Nacional de Antropología
- 7) Paseo del Hotel